# Pavel Ciumac
Pavel Ciumac (în rusă Павел Иванович Чумак; n. 10 martie 1925, Pasîțelî, Raionul Balta, RSS Ucraineană, URSS – d. 5 iunie 1997, Chișinău, Republica Moldova) a fost un militar sovietic, participant al celui de-al Doilea Război Mondial, Erou al Uniunii Sovietice.

## Biografie
S-a născut în satul Păsățel din RASS Moldovenească (RSS Ucraineană), URSS. Din august 1941 până în martie 1944 a locuit pe teritoriul controlat de autoritățile române, cunoscut ca Guvernământul Transnistriei.
În aprilie 1944, după eliberarea satului, a fost înrolat în Armata Roșie și trimis în Regimentul 780 Infanterie din Divizia 214 Infanterie. A absolvit școala regimentară de comandanți-inferiori. În cadrul Corpului 27 Gardă Pușcași al Frontului al 2-lea ucrainean, a participat la operațiunea Iași-Chișinău. În septembrie 1944, Divizia 214 de pușcași, ca parte a Armatei a 52-a, a fost transferată în Polonia și a devenit parte a Frontului 1 ucrainean.
În noaptea de 26 ianuarie, sergentul Ciumac, printre primii cu mijloace improvizate, a traversat Oderul în zona așezării Sedlitz, la 5 kilometri nord de orașul Olau. Unitatea sa a intrat imediat în luptă și a capturat o poziție importantă. Când a respins un contraatac al forțelor inamice, Ciumac a înlocuit un mitralier ucis și a distrus 17 soldați și doi ofițeri ai inamicului, ceea ce a asigurat păstrarea pozițiilor sale.
Prin decretul Prezidiului Sovietului Suprem al URSS din 10 aprilie 1945, pentru curaj și eroism, sergentul a fost distins cu titlul de Erou al Uniunii Sovietice, Ordinul Lenin și medalia „Steaua de Aur”. Ulterior, a participat la operațiunile din Silezia Inferioară, Berlin și Praga.
După război a continuat să servească în armată. În 1948, a absolvit Școala Tehnică de Tancuri din Kiev. Din 1968, s-a aflat în rezervă. A locuit în Chișinău, unde a lucrat ca mecanic la o fabrică de tractoare. Pavel Ciumac a murit la 5 iunie 1997 și a fost înmormântat la Cimitirul Central din Chișinău.